# Ministerie van Defensie (België)
Het ministerie van Defensie (vaak kortweg Defensie) is de publieksnaam voor wat nog steeds officieel het ministerie van Landsverdediging heet en is de federale overheidsdienst die verantwoordelijk is voor de bescherming van het grondgebied van België (en dat van bondgenoten) en voor de Belgische militairen.

## Geschiedenis
Het ministerie van Landsverdediging zag het levenslicht als het ministerie van Oorlog bij de oprichting van België in 1830 als een van de vijf oorspronkelijke ministeries. Albert Goblet d'Alviella was de eerste titularis.
Tot 4 februari 1920 droeg het de naam ministerie van Oorlog. Na deze datum werd de officiële benaming ministerie van Landsverdediging.
Het ministerie van Landsverdediging is het laatste Belgische ministerie dat nog niet officieel is omgevormd tot een Federale Overheidsdienst (FOD). Voormalig minister van Defensie Pieter De Crem had in zijn laatste politieke oriëntatienota in 2014 aangegeven om nog tijdens die legislatuur (dus in 2014) het laatste federale ministerie om te vormen tot de Federale Overheidsdienst Defensie. Dit is nog steeds niet gerealiseerd.

## Bestuurlijk
Sinds 3 februari 2025 is Theo Francken Minister van Defensie. De chef Defensie (Engels: Chief of Defence, CHOD) is de hoogste militaire autoriteit onder de Minister. Op 4 juli 2024 werd generaal vlieger Frederik Vansina aangesteld.
Het ministerie is onderverdeeld in meerdere stafdepartementen. In januari 2002 zijn de vier strijdkrachten landmacht, luchtmacht, marine en de medische dienst omgevormd tot vier componenten:
- Landcomponent (LC): commandant generaal-majoor Pierre Gérard
- Luchtcomponent (AC) commandant generaal-majoor Vlieger Thierry Dupont
- Marinecomponent (NC) commandant divisieadmiraal Tanguy Botman
- Medische component (MC) commandant generaal-majoor Marc Ongena

## Politiek
Sedert februari 2025 is Theo Francken (N-VA) minister van Defensie.